# Мария фон Йотинген
Мария фон Йотинген (на немски: Maria von Oettingen; * пр. 1299; † 10 юни 1369) е графиня от Йотинген в Швабия, Бавария, и чрез женитби графиня на Хабсбург-Лауфенбург, ландграфиня в Клетгау (1309 – 1314), графиня на Фробург-Хомберг (в Золотурн, Швейцария) и маркграфиня на Маркграфство Баден (1326 – 1348).

## Произход
Тя е дъщеря на граф Фридрих I фон Йотинген († 1311/1313) и съпругата му Елизабет фон Дорнберг († 1309/1311), втората дъщеря на фогт Волфрам IV фон Дорнберг († 1288) и Рихенза фон Ортенберг († 1309). Сестра е на Конрад VI фон Йотинген († сл. 1319), Лудвиг VIII фон Йотинген († 1378) и на Фридрих II фон Йотинген († 1357).
Мария фон Йотинген като вдовица става цистерцианка в манастир Лихтентал. Умира на 10 юни 1369 г. в Лихтентал, Баден-Баден и е погребана в Лихтентал.

## Фамилия
Първи брак: Мария фон Йотинген се омъжва сл. 10 април 1309 г. за граф Рудолф III фон Хабсбург-Лауфенбург, господар на Раперсвил (* 15 февруари 1270; † 22 януари 1315 в Монпелие), граф на Хабсбург-Лауфенбург и управляващ ландграф в Клетгау (1271 – 1314), син на граф Готфрид фон Хабсбург-Лауфенбург († 1271) и втората му съпруга Аделхайд фон Фрайбург-Урах († 1300). Тя е втората му съпруга. Бракът е бездетен.
Втори брак: Мария фон Йотинген се омъжва втори път между 11 юни 1315 и 6 април 1316 г. за граф Вернер II фон Фробург († 21 март 1320, Италия), минезингер, син на граф Лудвиг I фон Хомберг, господар на Раперсвил († 1289 в битка) и Елизабет фон Раперсвил († 1309), вдовицата на първия ѝ съпруг Рудолф III фон Хабсбург-Лауфенбург. Бракът е бездетен.
Трети брак: Мария фон Йотинген се омъжва трети път преди 18 февруари 1326 г. за маркграф Рудолф IV фон Баден († 25 юни 1348), вторият син на маркграф Херман VII фон Баден (1266 – 1291) и Агнес фон Труендинген († сл. 1309). Тя е втората му съпруга. Те имат двама сина:
- Фридрих III (* 1327; † 2 септември 1353), маркграф на Баден, женен ок. 1345 г. за Маргарета фон Баден († 1 септември 1367)
- Рудолф V († 28 август 1361), маркграф на Баден, женен на 26 август 1347 г. за Аделхайд фон Баден († сл. 1399)